# Pertusaria
Genre
Synonymes
- Clausaria Nyl.[2]
- Cryptopeltis Rehm[2]
- Isidium (Ach.) Ach.[2]
- Lecanidium A. Massal.[2]
- Lepra Scop.[2]
- Leproncus Vent.[2]
- Melanaria Erichsen[2]
- Ophthalmidium Eschw.[2]
- Pertusariomyces E.A. Thomas ex Cif. & Tomas.[2]
- Phragmopeltheca L. Xavier[2]

Pertusaria est un genre de lichens.

## Liste d'espèces
Selon BioLib (14 novembre 2018) :
- Pertusaria aberrans Müll. Arg.
- Pertusaria alaskensis Erichsen
- Pertusaria albescens (Huds.) Choisy & Werner
- Pertusaria alboaspera A.W. Archer & Elix
- Pertusaria amara (Ach.) Nyl.
- Pertusaria amarescens Nyl.
- Pertusaria amblyogona Müll. Arg.
- Pertusaria amnicola Elix & A.W. Archer
- Pertusaria aquilonia A.W. Archer & Elix
- Pertusaria arizonica Dibben
- Pertusaria asiana Vain.
- Pertusaria aspergilla (Ach.) J.R. Laundon
- Pertusaria atra Lynge
- Pertusaria atromaculata A.W. Archer & Elix
- Pertusaria barbatica A.W. Archer & Elix
- Pertusaria borealis Erichsen
- Pertusaria boweniana A.W. Archer & Elix
- Pertusaria bryontha (Ach.) Nyl.
- Pertusaria caesioumbrina Eitner
- Pertusaria californica Dibben
- Pertusaria carneopallida (Nyl.) Anzi
- Pertusaria ceylonica Müll. Arg.
- Pertusaria chiodectonoides Bagl. ex A. Massal.
- Pertusaria cicatricosa Müll. Arg.
- Pertusaria clarkeana A.W. Archer
- Pertusaria coccodes (Ach.) Nyl.
- Pertusaria commutata Müll. Arg.
- Pertusaria complanata A.W. Archer & Elix
- Pertusaria coniophora Elix & A.W. Archer
- Pertusaria consanguinea Müll. Arg.
- Pertusaria consocians Dibben
- Pertusaria constricta Erichsen
- Pertusaria copiosa Erichsen
- Pertusaria corallina (L.) Arnold
- Pertusaria coriacea (Th. Fr.) Th. Fr.
- Pertusaria coronata (Ach.) Th. Fr.
- Pertusaria dactylina (Ach.) Nyl.
- Pertusaria dealbescens Erichsen
- Pertusaria dehiscens Müll. Arg.
- Pertusaria dissita Elix & A.W. Archer
- Pertusaria disticha Erichsen
- Pertusaria doradorensis Elix & A.W. Archer
- Pertusaria eitneriana Zahlbr.
- Pertusaria elliptica Müll. Arg.
- Pertusaria epacrospora A.W. Archer
- Pertusaria epixantha R. C. Harris
- Pertusaria errinundrensis A.W. Archer
- Pertusaria erubescens (Taylor) Nyl.
- Pertusaria erythrella Müll. Arg.
- Pertusaria ewersii A.W. Archer & Elix
- Pertusaria excludens Nyl.
- Pertusaria expolita R. C. Harris
- Pertusaria flavicans Lamy
- Pertusaria flavicunda Tuck.
- Pertusaria flavida (DC.) J.R. Laundon
- Pertusaria flavocorallina Coppins & Muhr
- Pertusaria flavoisidiata A.W. Archer & Elix
- Pertusaria floridana Dibben
- Pertusaria follmanniana A.W. Archer & Elix
- Pertusaria geminipara (Th. Fr.) Knight.
- Pertusaria georgeana A.W. Archer & Elix
- Pertusaria gibberosa Müll. Arg.
- Pertusaria glaucomela (Tuck.) Nyl.
- Pertusaria globospora A.W. Archer
- Pertusaria globularis (Ach.) Tuck.
- Pertusaria glomerata (Ach.) Schaerer
- Pertusaria gundermanica A.W. Archer & Elix
- Pertusaria gymnospora Kantvilas
- Pertusaria hadrocarpa Zahlbr.
- Pertusaria hakkodensis Yasuda ex Rasanen
- Pertusaria hartmannii Müll. Arg.
- Pertusaria hermaka A.W. Archer
- Pertusaria howeana A.W. Archer & Elix
- Pertusaria hutchinsiae (Borrer) Leight.
- Pertusaria hymenea (Ach.) Schaerer
- Pertusaria hypothamnolica Dibben
- Pertusaria hypoxantha Malme
- Pertusaria inaequalis Erichsen
- Pertusaria iners R. C. Harris
- Pertusaria injuneana A.W. Archer & Elix
- Pertusaria inopinata Erichsen
- Pertusaria irregularis Müll. Arg.
- Pertusaria isidiosa A.W. Archer
- Pertusaria jamesii Kantvilas
- Pertusaria knightiana Müll. Arg.
- Pertusaria lacerans Müll. Arg.
- Pertusaria lacericans A.W. Archer
- Pertusaria lactea (L.) Arnold
- Pertusaria lactescens Mudd
- Pertusaria lavata Müll. Arg.
- Pertusaria lecanina Tuck.
- Pertusaria leiocarpella Müll. Arg.
- Pertusaria leioplaca DC.
- Pertusaria leioplacella Nyl.
- Pertusaria leucoplaca Müll. Arg.
- Pertusaria leucosora Nyl.
- Pertusaria leucostigma Müll. Arg.
- Pertusaria leucostomoides Zahlbr.
- Pertusaria leucothelia Müll. Arg.
- Pertusaria limbata Vain.
- Pertusaria lophocarpa Körb.
- Pertusaria lordhowensis A.W. Archer & Elix
- Pertusaria macounii (Lamb) Dibben
- Pertusaria macra Müll. Arg.
- Pertusaria malabara A.W. Archer & Elix
- Pertusaria maritima A.W. Archer & Elix
- Pertusaria mattogrossensis Malme
- Pertusaria melaleucoides Müll. Arg.
- Pertusaria melanochlora (DC.) Nyl.
- Pertusaria melanospora Nyl.
- Pertusaria microstoma Müll. Arg.
- Pertusaria miniatescens A.W. Archer & Elix
- Pertusaria miscella A.W. Archer
- Pertusaria modesta Müll. Arg.
- Pertusaria monogona Nyl.
- Pertusaria montpittensis A.W. Archer
- Pertusaria multipuncta (Turner) Nyl.
- Pertusaria muricata J.C. David
- Pertusaria nebulosa A.W. Archer
- Pertusaria neoscotica Lamb
- Pertusaria nerrigensis A.W. Archer & Elix
- Pertusaria norfolkensis A.W. Archer
- Pertusaria norstictica A.W. Archer
- Pertusaria novae-hollandiae A.W. Archer
- Pertusaria novae-zelandiae Szatala
- Pertusaria obruta R. C. Harris
- Pertusaria ocellata (Wallr.) Körb.
- Pertusaria octomela (Norman) Erichsen
- Pertusaria oculata (Dickson) Th. Fr.
- Pertusaria ophthalmiza (Nyl.) Nyl.
- Pertusaria orarensis A.W. Archer & Elix
- Pertusaria ostiolata Dibben
- Pertusaria pallida A.W. Archer & Elix
- Pertusaria panyrga (Ach.) A. Massal.
- Pertusaria papillata (Ach.) Tuck.
- Pertusaria paradoxica A.W. Archer & Elix
- Pertusaria paragibberosa A.W. Archer
- Pertusaria paratropa Müll. Arg.
- Pertusaria paratuberculifera Dibben
- Pertusaria patellifera A.W. Archer
- Pertusaria pertractata Stirt.
- Pertusaria pertusa (L.) Tuck.
- Pertusaria pertusella Müll. Arg.
- Pertusaria petrophyes C. Knight
- Pertusaria pilosula A.W. Archer & Elix
- Pertusaria planaica A.W. Archer & Elix
- Pertusaria plittiana Erichsen
- Pertusaria pluripuncta Nyl.
- Pertusaria polythecia (Taylor) Erichsen
- Pertusaria porinella Nyl.
- Pertusaria praetermissa A.W. Archer & Elix
- Pertusaria propinqua Mull. Arg.
- Pertusaria pruinifera Erichsen
- Pertusaria pseudococcodes Müll. Arg.
- Pertusaria pseudocorallina (Liljeblad) Arnold
- Pertusaria pseudodactylina A.W. Archer
- Pertusaria pseudothwaitesii A.W. Archer & Elix
- Pertusaria psoromica A.W. Archer & Elix
- Pertusaria puffina A.W. Archer & Elix
- Pertusaria pulvereosulphurata Harm.
- Pertusaria pupillaris (Nyl.) Th. Fr.
- Pertusaria pustulata (Ach.) Duby
- Pertusaria pycnothelia Nyl.
- Pertusaria remota A.W. Archer
- Pertusaria rhexostoma Nyl.
- Pertusaria rhodiensis Erichs.
- Pertusaria rigida Müll. Arg.
- Pertusaria rubefacta Erichsen
- Pertusaria salebrosa A.W. Archer & Elix
- Pertusaria saltuensis A.W. Archer & Elix
- Pertusaria saximontana Wetmore
- Pertusaria scaberula A.W. Archer
- Pertusaria servitiana Erichsen
- Pertusaria shenandoensis Hale & Dibben
- Pertusaria sinusmexicani Dibben
- Pertusaria sommerfeltii (Flörke ex Sommerf.) Fr.
- Pertusaria sordida A.W. Archer
- Pertusaria stenhammari Hellb.
- Pertusaria subambigens Dibben
- Pertusaria subamplicata Nyl.
- Pertusaria subcerussata A.W. Archer
- Pertusaria subdactylina Nyl.
- Pertusaria subdubia Nyl.
- Pertusaria subisidiosa A.W. Archer
- Pertusaria sublacerans A.W. Archer
- Pertusaria subobducens Nyl.
- Pertusaria suboculata Brodo & Dibben
- Pertusaria subpertusa Brodo
- Pertusaria subplanaica A.W. Archer & Elix
- Pertusaria subrigida Müll. Arg.
- Pertusaria subventosa Malme
- Pertusaria sulcata Dibben
- Pertusaria sydneyensis A.W. Archer & Elix
- Pertusaria tetrathalamia (Fée) Nyl.
- Pertusaria texana Müll. Arg.
- Pertusaria thamnolica A.W. Archer
- Pertusaria thiophaninica A.W. Archer
- Pertusaria thiospoda C. Knight
- Pertusaria thula A.W. Archer
- Pertusaria thwaitesii Müll. Arg.
- Pertusaria trachydactyla Vainio
- Pertusaria trachyspora A.W. Archer
- Pertusaria trevethensis A.W. Archer
- Pertusaria trimera (Müll. Arg.) A.W. Archer
- Pertusaria trochiscea Norman
- Pertusaria tropica Vain.
- Pertusaria truncata Kremp.
- Pertusaria umbricola A.W. Archer & Elix
- Pertusaria undulata Müll. Arg.
- Pertusaria urceolaria Nyl.
- Pertusaria valliculata Dibben
- Pertusaria ventosa Malme
- Pertusaria verdonii A.W. Archer
- Pertusaria verruculifera Vain.
- Pertusaria virensica R. C. Harris
- Pertusaria vulpina A.W. Archer
- Pertusaria waghornei Hulting
- Pertusaria wulfenioides de Lesd.
- Pertusaria xanthodactylina A.W. Archer & Elix
- Pertusaria xanthodes Müll. Arg.
- Pertusaria xanthonaria A.W. Archer & Elix
- Pertusaria xanthoplaca Müll. Arg.
- Pertusaria xanthosorediata A.W. Archer
- Pertusaria xenismota A.W. Archer & Elix
- Pertusaria xylophyes A.W. Archer
- Pertusaria zeorina Erichsen

Selon Catalogue of Life (14 novembre 2018) :
- Pertusaria aberrans Müll. Arg.
- Pertusaria aceroae Hern.-Padr., Etayo, I. Pérez-Vargas & Elix
- Pertusaria albescens (Huds.) M. Choisy & Werner
- Pertusaria albissima Müll. Arg.
- Pertusaria albopunctata A. W. Archner & Elix
- Pertusaria alectoronica Elix & A. W. Archer
- Pertusaria alloluteola A. W. Archer & Elix
- Pertusaria allomicrostoma Jariangpr.
- Pertusaria allosorodes Elix & A. W. Archer
- Pertusaria alterimosa Darb.
- Pertusaria amara (Ach.) Nyl.
- Pertusaria amarescens Nyl.
- Pertusaria amarkantakana Preeti Srivast. & D. D. Awasthi
- Pertusaria ambigua A. W. Archer & Elix
- Pertusaria andersonii Lendemer
- Pertusaria aquilonia A. W. Archer & Elix
- Pertusaria asiana Vain.
- Pertusaria aspergilla (Ach.) J. R. Laundon
- Pertusaria atromaculata A. W. Archer & Elix
- Pertusaria azulensis B. de Lesd.
- Pertusaria bagoensis Elix & A. W. Archer
- Pertusaria barbatica A. W. Archer & Elix
- Pertusaria borealis Erichsen
- Pertusaria boweniana A. W. Archer & Elix
- Pertusaria brattiae Lumbsch & T. H. Nash
- Pertusaria bryontha (Ach.) Nyl.
- Pertusaria caesioalba (Flot.) Nyl.
- Pertusaria calderae Hern.-Padr., Etayo, I. Pérez-Vargas & Elix
- Pertusaria californica Dibben
- Pertusaria cerebrinula Zahlbr.
- Pertusaria ceylonica Müll. Arg.
- Pertusaria chiodectonoides Bagl. ex A. Massal.
- Pertusaria cicatricosa Müll. Arg.
- Pertusaria clarkeana A. W. Archer
- Pertusaria clercii Messuti & A. W. Archer
- Pertusaria coccodes (Ach.) Nyl.
- Pertusaria colorata D. D. Awasthi & Preeti Srivast.
- Pertusaria commutata Müll. Arg.
- Pertusaria complanata A. W. Archer & Elix
- Pertusaria confluentica Jariangpr. & Elix
- Pertusaria coniophorella Elix & A. W. Archer
- Pertusaria consanguinea Müll. Arg.
- Pertusaria consocians Dibben
- Pertusaria constricta Erichsen
- Pertusaria corallina (L.) Arnold
- Pertusaria coronata (Ach.) Th. Fr.
- Pertusaria dactylina (Ach.) Nyl.
- Pertusaria dealbescens Erichsen
- Pertusaria dehiscens Müll. Arg.
- Pertusaria dennistonensis Elix & A. W. Archer
- Pertusaria depressa (Fée) Mont. & Bosch
- Pertusaria diluta C. Björk, G. Thor & T. Wheeler
- Pertusaria dispar J. Steiner
- Pertusaria dissita Elix & A. W. Archer
- Pertusaria doradorensis Elix & A. W. Archer
- Pertusaria elliptica Müll. Arg.
- Pertusaria endoxantha Vain.
- Pertusaria epacrospora A. W. Archer
- Pertusaria epitheciifera Sipman
- Pertusaria errinundrensis A. W. Archer
- Pertusaria erubescens (Taylor) Nyl.
- Pertusaria erythrella Müll. Arg.
- Pertusaria ewersii A. W. Archer & Elix
- Pertusaria excludens Nyl.
- Pertusaria ferax (Müll. Arg.) A. W. Archer & Elix
- Pertusaria fernandeziana Messuti
- Pertusaria flavicans Lamy
- Pertusaria flavicunda Tuck.
- Pertusaria flavida (DC.) J. R. Laundon
- Pertusaria flavoisidiata A. W. Archer & Elix
- Pertusaria flavopunctata A. W. Archer & Elix
- Pertusaria follmanniana A. W. Archer & Elix
- Pertusaria fosseyae A. W. Archer, Elix, Eb. Fisch., Killmann & Sérus.
- Pertusaria gallica B. de Lesd.
- Pertusaria georgeana A. W. Archer & Elix
- Pertusaria glauca Zahlbr.
- Pertusaria glaucomela (Tuck.) Nyl.
- Pertusaria glomelliferica Elix & A. W. Archer
- Pertusaria glomerata (Ach.) Schaer.
- Pertusaria gundermanica A. W. Archer & Elix
- Pertusaria gymnospora Kantvilas
- Pertusaria hadrocarpa Zahlbr.
- Pertusaria hartmannii Müll. Arg.
- Pertusaria hermaka A. W. Archer
- Pertusaria heterochroa (Müll. Arg.) Erichsen
- Pertusaria himalayensis D. D. Awasthi & Preeti Srivast.
- Pertusaria huanicola Messuti & A. W. Archer
- Pertusaria humilis Elix & A. W. Archer
- Pertusaria huneckiana Feige & Lumbsch
- Pertusaria hymenea (Ach.) Schaer.
- Pertusaria hypochrysea Vain.
- Pertusaria hypoxantha Malme
- Pertusaria idukkiensis D. D. Awasthi & Preeti Srivast.
- Pertusaria indica Preeti Srivast. & D. D. Awasthi
- Pertusaria injuneana A. W. Archer & Elix
- Pertusaria irregularis Müll. Arg.
- Pertusaria isidioides (Schaer.) Arnold
- Pertusaria isidiosa A. W. Archer
- Pertusaria islandica Bratt, Lumbsch & Schmitt
- Pertusaria jamesii Kantvilas
- Pertusaria khuntanensis Jariang.
- Pertusaria kinigiensis A. W. Archer, Elix, Eb. Fisch., Killmann & Sérus.
- Pertusaria knightiana Müll. Arg.
- Pertusaria krogiae A. W. Archer, Elix, Eb. Fisch., Killmann & Sérus.
- Pertusaria lacerans Müll. Arg.
- Pertusaria lacericans A. W. Archer
- Pertusaria lactescens Mudd
- Pertusaria lambinonii A. W. Archer, Elix, Eb. Fisch., Killmann & Sérus.
- Pertusaria lavata Müll. Arg.
- Pertusaria lecanina Tuck.
- Pertusaria leiocarpella Müll. Arg.
- Pertusaria leioplacella Nyl.
- Pertusaria leucophaea Elix & A. W. Archer
- Pertusaria leucoplaca Müll. Arg.
- Pertusaria leucosora Nyl.
- Pertusaria leucostigma Müll. Arg.
- Pertusaria leucostomoides Zahlbr.
- Pertusaria leucothelia Müll. Arg.
- Pertusaria limbata Vain.
- Pertusaria lophocarpa Körb.
- Pertusaria macloviana Müll. Arg.
- Pertusaria macra Müll. Arg.
- Pertusaria malmei Elix & A. W. Archer
- Pertusaria malvinae Messuti & A. W. Archer
- Pertusaria marcellii A. W. Archer & Elix
- Pertusaria mariae B. de Lesd.
- Pertusaria maritima A. W. Archer & Elix
- Pertusaria mattogrossensis Malme
- Pertusaria mccroryae C. R. Björk., Goward & T. Sprib.
- Pertusaria meeana A. W. Archer & Elix
- Pertusaria melaleucoides Müll. Arg.
- Pertusaria melanochlora (DC.) Nyl.
- Pertusaria melanospora Nyl.
- Pertusaria melanostoma Kremp.
- Pertusaria mesotropa Müll. Arg.
- Pertusaria microstoma Müll. Arg.
- Pertusaria minispora A. W. Archer & Elix
- Pertusaria modesta Müll. Arg.
- Pertusaria monogona Nyl.
- Pertusaria montpittensis A. W. Archer
- Pertusaria moreliensis B. de Lesd.
- Pertusaria multipuncta (Turner) Nyl.
- Pertusaria muricata J. C. David
- Pertusaria neolecanina Lumbsch & T. H. Nash
- Pertusaria neotriconica Elix & A. W. Archer
- Pertusaria nerrigensis A. W. Archer & Elix
- Pertusaria nigrescens Preeti Srivast. & D. D. Awasthi
- Pertusaria norstictica A. W. Archer
- Pertusaria novae-hollandiae A. W. Archer
- Pertusaria novae-zelandiae Szatala
- Pertusaria oblongata Müll. Arg.
- Pertusaria occidentalis Bratt, Lumbsch & Schmitt
- Pertusaria oculae-ranae Øvstedal & Søchting
- Pertusaria oculata (Dicks.) Th. Fr.
- Pertusaria ophthalmiza (Nyl.) Nyl.
- Pertusaria orarensis A. W. Archer & Elix
- Pertusaria pachythallina (Räsänen) Messuti
- Pertusaria pallida A. W. Archer & Elix
- Pertusaria panyrga (Ach.) A. Massal.
- Pertusaria papillulata Nyl.
- Pertusaria paradoxica A. W. Archer & Elix
- Pertusaria paragibberosa A. W. Archer
- Pertusaria paramerae A. Crespo & Vezda
- Pertusaria parapycnothelia Q. Ren & Z. T. Zhao
- Pertusaria paratropa Müll. Arg.
- Pertusaria patellifera A. W. Archer
- Pertusaria perrimosa Nyl.
- Pertusaria pertractata Stirt.
- Pertusaria pertusella Müll. Arg.
- Pertusaria petrophyes C. Knight
- Pertusaria phlyctaenula Nyl.
- Pertusaria phukaensis Jariang.
- Pertusaria phusoidaoensis Jariangpr.
- Pertusaria pilosula A. W. Archer & Elix
- Pertusaria planaica A. W. Archer & Elix
- Pertusaria platystoma Malme
- Pertusaria plombi B. de Lesd.
- Pertusaria pluripuncta Nyl.
- Pertusaria porinella Nyl.
- Pertusaria praetermissa A. W. Archer & Elix
- Pertusaria pseudococcodes Müll. Arg.
- Pertusaria pseudocorallina (Lilj.) Arnold
- Pertusaria pseudodactylina A. W. Archer
- Pertusaria pseudoparotica Sipman
- Pertusaria pseudothwaitesii A. W. Archer & Elix
- Pertusaria psoromica A. W. Archer & Elix
- Pertusaria puffina A. W. Archer & Elix
- Pertusaria pupillaris (Nyl.) Th. Fr.
- Pertusaria pustulata (Ach.) Duby
- Pertusaria pycnothelia Nyl.
- Pertusaria queenslandica Elix & A. W. Archer
- Pertusaria rigida Müll. Arg.
- Pertusaria rimosa D. D. Awasthi & Preeti Srivast.
- Pertusaria roseola A. W. Archer & Elix
- Pertusaria rubefacta Erichsen
- Pertusaria rudecta Müll. Arg.
- Pertusaria rupicola (Fr.) Harm.
- Pertusaria salacinifera Messuti & A. W. Archer
- Pertusaria salax Brusse
- Pertusaria salebrosa A. W. Archer & Elix
- Pertusaria saltuensis A. W. Archer & Elix
- Pertusaria saxatilis A. W. Archer & Elix
- Pertusaria saximontana Wetmore
- Pertusaria scaberula A. W. Archer
- Pertusaria sommerfeltii (Flörke ex Sommerf.) Fr.
- Pertusaria sordida A. W. Archer
- Pertusaria spegazzinii Müll. Arg.
- Pertusaria spilota A. W. Archer & Malcolm
- Pertusaria splendens D. D. Awasthi & Preeti Srivast.
- Pertusaria stellata Fryday
- Pertusaria stenhammerii Hellb.
- Pertusaria subambigens Dibben
- Pertusaria subarida A. W. Archer & Elix
- Pertusaria subcerussata A. W. Archer
- Pertusaria subdactylina Nyl.
- Pertusaria subisidiosa A. W. Archer
- Pertusaria sublacerans A. W. Archer
- Pertusaria submalvinae A. W. Archer & Elix
- Pertusaria suboculata Brodo & Dibben
- Pertusaria subplanaica A. W. Archer & Elix
- Pertusaria subradians Müll. Arg.
- Pertusaria subrigida Müll. Arg.
- Pertusaria subventosa Malme
- Pertusaria sydneyensis A. W. Archer & Elix
- Pertusaria tejocotensis B. de Lesd.
- Pertusaria tetrathalamia (Fée) Nyl.
- Pertusaria texana Müll. Arg.
- Pertusaria thamnolica A. W. Archer
- Pertusaria thiophaninica A. W. Archer
- Pertusaria thiospoda C. Knight
- Pertusaria thula A. W. Archer
- Pertusaria thwaitesii Müll. Arg.
- Pertusaria tjaetabensis A. W. Archer & Elix
- Pertusaria trachyspora A. W. Archer
- Pertusaria trachythallina Erichsen
- Pertusaria trevethensis A. W. Archer
- Pertusaria trichosa Elix & A. W. Archer
- Pertusaria trimera (Müll. Arg.) A. W. Archer
- Pertusaria tropica Vain.
- Pertusaria truncata Kremp.
- Pertusaria umbricola A. W. Archer & Elix
- Pertusaria undulata Müll. Arg.
- Pertusaria valliculata Dibben
- Pertusaria variabilis Elix & A. W. Archer
- Pertusaria verruculifera Vain.
- Pertusaria vulpina A. W. Archer
- Pertusaria waghornei Hulting
- Pertusaria wallamanensis Elix & A. W. Archer
- Pertusaria werneriana Boqueras
- Pertusaria wirthii Elix & A. W. Archer
- Pertusaria wulfenioides B. de Lesd.
- Pertusaria wulingensis Z. T. Zhao & Z. S. Sun
- Pertusaria xanthodactylina A. W. Archer & Elix
- Pertusaria xanthodes Müll. Arg.
- Pertusaria xanthonaria A. W. Archer & Elix
- Pertusaria xanthoplaca Müll. Arg.
- Pertusaria xanthosorediata A. W. Archer
- Pertusaria xenismota A. W. Archer & Elix
- Pertusaria xylophyes A. W. Archer

Selon Index Fungorum (14 novembre 2018) :
- Pertusaria aberdarensis C.W. Dodge 1964
- Pertusaria aberrans Müll. Arg. 1893
- Pertusaria aceroae Hern.-Padr., Etayo, Pérez-Vargas & Elix 2010
- Pertusaria acharii (Fée) Nyl. 1857
- Pertusaria achroiza Nyl. 1863
- Pertusaria acromelana Müll. Arg. 1884
- Pertusaria acroscyphoides Sipman 1986
- Pertusaria acuta Müll. Arg. 1884
- Pertusaria adveniens Nyl. 1888
- Pertusaria adventans Nyl. 1888
- Pertusaria affinis Erichsen 1936
- Pertusaria aggregata Müll. Arg. 1884
- Pertusaria akagiensis Vain. 1921
- Pertusaria alaskensis Erichsen 1938
- Pertusaria albidella Nyl. 1863
- Pertusaria albidopallens Nyl. 1888
- Pertusaria albiglobosa Q. Ren 2013
- Pertusaria albineoides Bungartz, A.W. Archer, Yánez-Ayabaca & Elix 2015
- Pertusaria albissima Müll. Arg. 1884
- Pertusaria alboaspera A.W. Archer & Elix 1993
- Pertusaria alboatra Zahlbr. 1941
- Pertusaria albopunctata A.W. Archer & Elix 2009
- Pertusaria albovelata Zahlbr. 1930
- Pertusaria albula A.W. Archer & Elix 2017
- Pertusaria alectoronica Elix & A.W. Archer 2007
- Pertusaria aleianta Nyl. ex Cromb. 1877
- Pertusaria aleutensis Erichsen 1938
- Pertusaria allanii Zahlbr. 1941
- Pertusaria allogibberosa A.W. Archer & Elix 1998
- Pertusaria allolutea A.W. Archer & Elix 2008
- Pertusaria alloluteola A.W. Archer & Elix 2008
- Pertusaria allomicrostoma Jariangpr. 2008
- Pertusaria allosorodes Elix & A.W. Archer 2013
- Pertusaria allothwaitesii Jariangpr. & A.W. Archer 2004
- Pertusaria alpinoides Oshio 1968
- Pertusaria alta Zahlbr. 1928
- Pertusaria alterimosa Darb. 1912
- Pertusaria alticola Q. Ren 2015
- Pertusaria amarescens Nyl. 1874
- Pertusaria amarkantakana Preeti Srivast. & D.D. Awasthi 1993
- Pertusaria amaroides H. Magn. 1950
- Pertusaria amaurospora Hellb. 1896
- Pertusaria ambigens (Nyl.) Tuck. 1877
- Pertusaria ambigua A.W. Archer & Elix 2013
- Pertusaria amblyogona Müll. Arg. 1895
- Pertusaria amboimensis C.W. Dodge 1964
- Pertusaria americana (Fée) Mont. 1845
- Pertusaria amnicola Elix & A.W. Archer 1997
- Pertusaria ampliata Erichsen 1936
- Pertusaria anarithmetica Müll. Arg. 1891
- Pertusaria angabangensis A.W. Archer & Elix 1998
- Pertusaria angolensis Vain. 1901
- Pertusaria angusticollis Anzi 1860
- Pertusaria anisospora Müll. Arg. 1884
- Pertusaria anomalospora A.W. Archer, Elix & Streimann 1995
- Pertusaria anomocarpa Müll. Arg. 1891
- Pertusaria antarctica Müll. Arg. 1886
- Pertusaria antillarum Vain. 1896
- Pertusaria antinoriana Jatta 1882
- Pertusaria apennina Bagl. 1856
- Pertusaria aperta Stizenb. 1890
- Pertusaria aphelospora (A.W. Archer) A.W. Archer & Elix 2016
- Pertusaria apiculata Müll. Arg. 1893
- Pertusaria appalachiensis Lendemer, R.C. Harris & Elix 2008
- Pertusaria aptrootii A.W. Archer & Elix 1998
- Pertusaria aquilonia A.W. Archer & Elix 1997
- Pertusaria araucariae Müll. Arg. 1884
- Pertusaria archeri Jariangpr. 2005
- Pertusaria arecae Vain. 1915
- Pertusaria arizonica Dibben 1980
- Pertusaria arsenii B. de Lesd. 1914
- Pertusaria arthoniaria Nyl. 1888
- Pertusaria arthonioides Vain. 1901
- Pertusaria ascidioides Vain. 1915
- Pertusaria asiana Vain. 1921
- Pertusaria aspera Müll. Arg. 1885
- Pertusaria aspicilioides Samp. 1917
- Pertusaria assimilans Nyl. 1863
- Pertusaria asterella Aptroot 1997
- Pertusaria astomoides Nyl. 1890
- Pertusaria athrocarpa Elix & A.W. Archer 2015
- Pertusaria atra Lynge 1939
- Pertusaria atroguttata A.W. Archer & Elix 2014
- Pertusaria atromaculata A.W. Archer & Elix 1992
- Pertusaria atropallida Vain. 1881
- Pertusaria atrospilota A.W. Archer & Elix 1998
- Pertusaria aubertii B. de Lesd. 1931
- Pertusaria australis Vain. 1888
- Pertusaria azulensis B. de Lesd. 1914
- Pertusaria bagoensis Elix & A.W. Archer 2010
- Pertusaria balekensis A.W. Archer & Elix 1998
- Pertusaria bambusetorum Zahlbr. 1930
- Pertusaria barbatica A.W. Archer & Elix 1997
- Pertusaria barbeyana Müll. Arg. 1881
- Pertusaria barlettii A.W. Archer & Elix 1994
- Pertusaria basaltica Zahlbr. 1941
- Pertusaria baskalensis Szatala 1941
- Pertusaria bengalensis Vain. 1907
- Pertusaria bispora Farl. ex Linder 1934
- Pertusaria blumeana Müll. Arg. 1892
- Pertusaria bogia A.W. Archer & Elix 1998
- Pertusaria bokluensis Jariangpr. 2005
- Pertusaria bonariensis Malme 1936
- Pertusaria boninensis Shibuichi 1979
- Pertusaria borealis Erichsen 1938
- Pertusaria boweniana A.W. Archer & Elix 1997
- Pertusaria brachydactyla Vain. 1909
- Pertusaria brachyspora Erichsen 1936
- Pertusaria brasiliana Zahlbr. 1928
- Pertusaria brattiae Lumbsch & T.H. Nash 1999
- Pertusaria bryontha (Ach.) Nyl. 1861
- Pertusaria bryophaga Erichsen 1938
- Pertusaria buburana Elix & A.W. Archer 1997
- Pertusaria buloloensis A.W. Archer, Elix & Streimann 1995
- Pertusaria bundiensis A.W. Archer & Elix 1998
- Pertusaria caesia Nyl. 1868
- Pertusaria caesioalba (Flot.) Nyl. 1855
- Pertusaria caesioumbrina Eitner 1911
- Pertusaria calcarea (Nyl.) Nyl. 1891
- Pertusaria calderae Hern.-Padr., Etayo, Pérez-Vargas & Elix 2010
- Pertusaria californica Dibben 1980
- Pertusaria callispora Zahlbr. 1941
- Pertusaria canadensis Stirt. 1876
- Pertusaria candida Müll. Arg. 1885
- Pertusaria carmeli Reichert & Galun 1965
- Pertusaria carneoalbida Müll. Arg. 1884
- Pertusaria carneola (Eschw.) Müll. Arg. 1884
- Pertusaria carneolutea (Ach.) Zahlbr. 1928
- Pertusaria carneopallida (Nyl.) Anzi ex Nyl. 1868
- Pertusaria casta Zahlbr. 1936
- Pertusaria celata A.W. Archer & Elix 1994
- Pertusaria cerebrinula Zahlbr. 1917
- Pertusaria cerroazulensis Bungartz, A.W. Archer, Yánez-Ayabaca & Elix 2015
- Pertusaria cerussata Malme 1936
- Pertusaria ceuthocarpa Fr. 1831
- Pertusaria ceylonica Müll. Arg. 1884
- Pertusaria chacoensis Messuti & L.I. Ferraro 1998
- Pertusaria chapadensis Malme 1936
- Pertusaria chilena Zahlbr. 1931
- Pertusaria chinensis Müll. Arg. 1884
- Pertusaria chiodectonoides (Fée) Kremp. 1878
- Pertusaria chiodectonoides Bagl. ex A. Massal. 1855
- Pertusaria chlorantha Zwackh 1862
- Pertusaria chloropolia Erichsen 1936
- Pertusaria christae Dibben & Poelt 1987
- Pertusaria cicatricosa Müll. Arg. 1882
- Pertusaria cinchonae Müll. Arg. 1884
- Pertusaria cinctula Müll. Arg. 1885
- Pertusaria cineraria Nyl. 1876
- Pertusaria cinerascens (Müll. Arg.) Vain. 1900
- Pertusaria cinerella Müll. Arg. 1888
- Pertusaria cinereocarneola Harm. 1913
- Pertusaria cinereoobscurata Vain. 1921
- Pertusaria circumcincta Stirt. 1875
- Pertusaria cisalbescens Elix & A.W. Archer 2015
- Pertusaria citrina A.L. Sm. 1922
- Pertusaria clementiana Müll. Arg. 1893
- Pertusaria clercii Messuti & A.W. Archer 2007
- Pertusaria coccodes (Ach.) Nyl. 1857
- Pertusaria coccopoda Vain. 1915
- Pertusaria colorans Malme 1936
- Pertusaria colorata D.D. Awasthi & Preeti Srivast. 1993
- Pertusaria columnaris Malme 1936
- Pertusaria commixta Vain. 1921
- Pertusaria commutans Vain. 1926
- Pertusaria complanata A.W. Archer & Elix 1997
- Pertusaria composita Zahlbr. 1916
- Pertusaria concentrica Erichsen 1941
- Pertusaria concinna Erichsen 1936
- Pertusaria conferta Vain. 1921
- Pertusaria confluentica Jariangpr. & Elix 2008
- Pertusaria conformis Vain. 1921
- Pertusaria confundens Nyl. 1863
- Pertusaria confusa Bory 1826
- Pertusaria congesta Vain. 1901
- Pertusaria conglobata (Ach.) Th. Fr. 1871
- Pertusaria coniophorella Elix & A.W. Archer 2007
- Pertusaria consanguinea Müll. Arg. 1884
- Pertusaria consocians Dibben 1980
- Pertusaria conspersa Messuti 2011
- Pertusaria constricta Erichsen 1935
- Pertusaria contraria H. Magn. 1955
- Pertusaria copelandii Vain. 1913
- Pertusaria copiosa Erichsen 1941
- Pertusaria coreana Räsänen 1940
- Pertusaria coriacea (Th. Fr.) Th. Fr. 1871
- Pertusaria corinthiaca Erichsen 1938
- Pertusaria coronata (Ach.) Th. Fr. 1871
- Pertusaria corrugata Darb. 1912
- Pertusaria corrugata Kremp. 1876
- Pertusaria coudercii Harm. 1927
- Pertusaria creatomma Norman 1924
- Pertusaria creberrima Stirt. 1877
- Pertusaria crebra Vain. 1901
- Pertusaria cretacea Müll. Arg. 1884
- Pertusaria cribellata Branth 1887
- Pertusaria cryptocarpa Nyl. 1859
- Pertusaria cryptocarpoides Vain. 1890
- Pertusaria cryptostoma Müll. Arg. 1888
- Pertusaria cubana Müll. Arg. 1884
- Pertusaria cumulata Tuck. ex C.W. Dodge 1969
- Pertusaria cupularis C. Knight 1884
- Pertusaria curatellae Malme 1936
- Pertusaria cyatheicola Elix 2006
- Pertusaria cyclops Körb. 1863
- Pertusaria cyparissi Körb. 1867
- Pertusaria cypriaca Erichsen 1936
- Pertusaria dacica Erichsen 1934
- Pertusaria dactylinella Kantvilas & Elix 2008
- Pertusaria dalmatica Erichsen 1936
- Pertusaria damiensis A.W. Archer, Elix & Streimann 1995
- Pertusaria darbishireana Zahlbr. 1928
- Pertusaria darwiniana Yánez-Ayabaca & Bungartz 2015
- Pertusaria dayi A.W. Archer & Elix 2016
- Pertusaria dealbata (Ach.) Cromb. 1861
- Pertusaria dealbens Nyl. 1896
- Pertusaria dealbescens Erichsen 1936
- Pertusaria debaryana Hepp 1869
- Pertusaria debazaci Werner 1954
- Pertusaria decipiens Erichsen 1938
- Pertusaria decussata Kremp. 1878
- Pertusaria degelii Erichsen 1939
- Pertusaria degradata Müll. Arg. 1884
- Pertusaria dehiscens Müll. Arg. 1884
- Pertusaria delicatula Müll. Arg. 1884
- Pertusaria delisei Duby 1830
- Pertusaria dennistonensis Elix & A.W. Archer 2007
- Pertusaria denotanda Nyl. 1899
- Pertusaria depauperata Müll. Arg. 1891
- Pertusaria deplanata Müll. Arg. 1891
- Pertusaria depressa (Fée) Mont. & Bosch 1856
- Pertusaria dermatodes Nyl. 1859
- Pertusaria derogata Nyl. 1888
- Pertusaria deschatresii Werner 1968
- Pertusaria desquamescens (Fée) Mont. 1845
- Pertusaria determinanda Darb. 1909
- Pertusaria dharugensis A.W. Archer & Elix 2017
- Pertusaria diaxantha Nyl. 1875
- Pertusaria diaziana A. Massal. 1861
- Pertusaria diducta Kremp. 1873
- Pertusaria diffidens Nyl. 1890
- Pertusaria diffusilis Erichsen 1938
- Pertusaria digrediens Nyl. 1898
- Pertusaria dilatata Müll. Arg. 1884
- Pertusaria dinota Stirt. 1877
- Pertusaria disgrediens (Nyl.) Zahlbr. 1928
- Pertusaria dispar J. Steiner 1918
- Pertusaria dispersa Vain. 1926
- Pertusaria dissita Elix & A.W. Archer 1995
- Pertusaria dissoluta Erichsen 1940
- Pertusaria disticha Erichsen 1941
- Pertusaria djidjelliana Flagey 1892
- Pertusaria doradorensis Elix & A.W. Archer 1997
- Pertusaria dunedina Zahlbr. 1941
- Pertusaria duplicata Vain. 1900
- Pertusaria duppensis A.W. Archer & Malcolm 1995
- Pertusaria dussii Vain. 1899
- Pertusaria effigurata Zahlbr. 1930
- Pertusaria efflorescens Vain. 1881
- Pertusaria eitneriana Zahlbr. 1928
- Pertusaria elatior Müll. Arg. 1889
- Pertusaria elatior Stirt. 1877
- Pertusaria elixii Jariangpr. 2005
- Pertusaria elizabethiae A.W. Archer & Elix 2014
- Pertusaria elliptica Müll. Arg. 1895
- Pertusaria emergens Müll. Arg. 1889
- Pertusaria endochroma Müll. Arg. 1887
- Pertusaria endoxantha Vain. 1898
- Pertusaria enterostigmoides Zahlbr. 1936
- Pertusaria entophaea Mont. 1845
- Pertusaria epacrospora A.W. Archer 1991
- Pertusaria epibryon Redón 1985
- Pertusaria epileia Nyl. 1877
- Pertusaria epitheciifera Sipman 1993
- Pertusaria epixantha R.C. Harris 1990
- Pertusaria errinundrensis A.W. Archer 1991
- Pertusaria erubescens (Hook. f. & Taylor) Nyl. 1858
- Pertusaria erumpens Erichsen 1935
- Pertusaria erumpescens Nyl. 1888
- Pertusaria etayoi Pérez-Vargas & Hern.-Padr. 2012
- Pertusaria etrusca Erichsen 1936
- Pertusaria euglypta Tuck. 1877
- Pertusaria ewersii A.W. Archer & Elix 1997
- Pertusaria exalbescens Nyl. 1881
- Pertusaria expolita R.C. Harris 1990
- Pertusaria eyelpistia A. Massal. 1861
- Pertusaria falklandica Imshaug
- Pertusaria fallax (Ach.) Howitt 1839
- Pertusaria farinacea H. Magn. 1942
- Pertusaria faurieana Zahlbr. 1944
- Pertusaria faveolata Elix & Malcolm
- Pertusaria fdoulesiana Harm. 1913
- Pertusaria fecunda Zahlbr. 1934
- Pertusaria fecundissima Zahlbr. 1928
- Pertusaria feeana Zahlbr. 1928
- Pertusaria ferax (Müll. Arg.) A.W. Archer & Elix 2014
- Pertusaria fernandeziana Messuti 2005
- Pertusaria ferruginea (Müll. Arg.) Oshio 1981
- Pertusaria ficorum Zahlbr. 1914
- Pertusaria finkii Zahlbr. 1902
- Pertusaria flavens Nyl. 1869
- Pertusaria flavicans Lamy 1879
- Pertusaria flavicunda Tuck. 1877
- Pertusaria flavida (DC.) J.R. Laundon 1963
- Pertusaria flavocorallina Coppins & Muhr 1992
- Pertusaria flavodigitata Jariangpr. 2013
- Pertusaria flavoexpansa Kantvilas & Elix 2008
- Pertusaria flavoisidiata A.W. Archer & Elix 1993
- Pertusaria flavopunctata A.W. Archer & Elix 2008
- Pertusaria flavosulphurea Vain. 1921
- Pertusaria flavovelata Elix & Malcolm 1995
- Pertusaria flindersiana Kantvilas & Elix 2008
- Pertusaria follmanniana A.W. Archer & Elix 1995
- Pertusaria formosensis Messuti & A.W. Archer 1998
- Pertusaria fosseyae A.W. Archer, Elix, Eb. Fisch., Killmann & Sérus. 2009
- Pertusaria freyi Erichsen 1934
- Pertusaria fukiensis Zahlbr. 1932
- Pertusaria fulvescens (Müll. Arg.) Vain. 1900
- Pertusaria fumosa C. Knight 1883
- Pertusaria fuscella Zahlbr. 1916
- Pertusaria gadgarrensis A.W. Archer & Elix 2017
- Pertusaria galactina Zahlbr. 1941
- Pertusaria galapagoensis Elix, Yánez-Ayabaca, A.W. Archer & Bungartz 2015
- Pertusaria gattefossei M. Choisy 1931
- Pertusaria gedehana Zahlbr. 1928
- Pertusaria geminipara (Th. Fr.) C. Knight ex Brodo 1984
- Pertusaria gemmifera C. Knight ex Zahlbr. 1928
- Pertusaria georgeana A.W. Archer & Elix 1997
- Pertusaria gibberosula Nyl. 1869
- Pertusaria gibbosa H. Magn. 1950
- Pertusaria glabra A.W. Archer & Elix 2016
- Pertusaria glauca Zahlbr. 1916
- Pertusaria glaucella Müll. Arg. 1891
- Pertusaria glaucomela (Tuck.) Nyl. 1887
- Pertusaria glauconitens Müll. Arg. 1891
- Pertusaria glaucopunctata Vain. 1915
- Pertusaria glaucovirens Vain. 1901
- Pertusaria glaziovii Müll. Arg. 1884
- Pertusaria glebosa Räsänen 1939
- Pertusaria glebulosa A.W. Archer & Elix 2017
- Pertusaria globospora A.W. Archer 1992
- Pertusaria globularis (Ach.) Tuck. 1848
- Pertusaria globulata Oxner & Volkova 1966
- Pertusaria globulifera Nyl. 1859
- Pertusaria glomelliferica Elix & A.W. Archer 2008
- Pertusaria glomerata (Ach.) Schaer. 1826
- Pertusaria glomerulata Nyl. 1858
- Pertusaria gongylospora Elix & A.W. Archer 1997
- Pertusaria goniostoma Müll. Arg. 1884
- Pertusaria gonolobina Müll. Arg. 1885
- Pertusaria gorokorana Elix & A.W. Archer 1997
- Pertusaria gracilenta Zahlbr. 1930
- Pertusaria gracilis Müll. Arg. 1884
- Pertusaria granulata (Ach.) Müll. Arg. 1885
- Pertusaria granulata (Eschw.) Müll. Arg. 1884
- Pertusaria graphica C. Knight 1876
- Pertusaria grassiae Messuti & A.W. Archer 2004
- Pertusaria grisea Vain. 1903
- Pertusaria griseola Vain. 1915
- Pertusaria gundermanica A.W. Archer & Elix 1997
- Pertusaria gymnospora Kantvilas 1990
- Pertusaria gypsicola Erichsen 1940
- Pertusaria hadrocarpa Zahlbr. 1924
- Pertusaria hadrospora A.W. Archer & Elix 1994
- Pertusaria haematina Zahlbr. 1934
- Pertusaria haematommoides Zahlbr. 1933
- Pertusaria hakkodensis Yasuda ex Räsänen 1940
- Pertusaria harmandii M. Choisy 1931
- Pertusaria hartmannii Müll. Arg. 1882
- Pertusaria havaiiensis Erichsen 1936
- Pertusaria heinarii A.W. Archer & Elix 2016
- Pertusaria hengduanensis Q. Ren 2014
- Pertusaria henricii (Harm.) Erikss. 1929
- Pertusaria hermaka A.W. Archer 1991
- Pertusaria heterochroa (Müll. Arg.) Erichsen 1935
- Pertusaria hiatensis A.W. Archer & Elix 2017
- Pertusaria himalayensis D.D. Awasthi & Preeti Srivast. 1993
- Pertusaria hirtella Kr.P. Singh & G.P. Sinha 1994
- Pertusaria homilocarpa A.W. Archer & Elix 2014
- Pertusaria hossei (Räsänen) A.W. Archer & Osorio 2014
- Pertusaria howeana A.W. Archer & Elix 1994
- Pertusaria huangshanensis Sen H. Yu & J.N. Wu ex Q. Ren 2004
- Pertusaria huanicola Messuti & A.W. Archer 2006
- Pertusaria hultenii Erichsen 1938
- Pertusaria humilis Elix & A.W. Archer 2013
- Pertusaria huneckiana Feige & Lumbsch 1993
- Pertusaria husnotiana Müll. Arg. 1892
- Pertusaria hutchinsiae (Borrer) Leight. 1851
- Pertusaria hylocola Jariangpr. & A.W. Archer 2003
- Pertusaria hymenea (Ach.) Schaer. 1836
- Pertusaria hymenelioides J.C. David 1995
- Pertusaria hypochrysea Vain. 1924
- Pertusaria hypoprotocetrarica A.W. Archer & Elix 1998
- Pertusaria hypostictica Jariangpr. 2005
- Pertusaria hypoxantha Malme 1936
- Pertusaria idukkiensis D.D. Awasthi & Preeti Srivast. 1993
- Pertusaria ikomae Yasuda ex Räsänen 1940
- Pertusaria ilicicola Harm. 1867
- Pertusaria impallescens Nyl. 1876
- Pertusaria impressula Müll. Arg. 1884
- Pertusaria inabensis Vain. 1921
- Pertusaria inaequalis Erichsen 1934
- Pertusaria incarnata Leight. 1876
- Pertusaria incolorata Erichsen ex Almb. 1952
- Pertusaria inconspicua A.W. Archer & Elix 1998
- Pertusaria inconveniens Vain. 1924
- Pertusaria indica Preeti Srivast. & D.D. Awasthi 1993
- Pertusaria iners R.C. Harris 1990
- Pertusaria infralapponica Vain. 1881
- Pertusaria injuneana A.W. Archer & Elix 1997
- Pertusaria inopinata Erichsen 1936
- Pertusaria intermedia Vain. 1915
- Pertusaria inthanonensis Jariangpr. 2005
- Pertusaria intranidulans Stirt. 1876
- Pertusaria irregularis Müll. Arg. 1895
- Pertusaria isidioidea Anzi 1874

Selon ITIS (14 novembre 2018) :
- Pertusaria alaskensis
- Pertusaria albescens (Huds.) M. Choisy & Werner
- Pertusaria alpina Hepp ex Ahles
- Pertusaria amara (Ach.) Nyl.
- Pertusaria arizonica Dibben
- Pertusaria atra
- Pertusaria borealis Erichsen
- Pertusaria bryontha (Ach.) Nyl.
- Pertusaria bryophaga Erichsen
- Pertusaria californica Dibben
- Pertusaria carneopallida (Nyl.) Anzi ex Nyl.
- Pertusaria chiodectonoides Bagl. ex A. Massal.
- Pertusaria consocians Dibben
- Pertusaria copiosa
- Pertusaria coriacea (Th. Fr.) Th. Fr.
- Pertusaria dactylina (Ach.) Nyl.
- Pertusaria disticha
- Pertusaria excludens Nyl.
- Pertusaria flavicunda
- Pertusaria floridana Dibben
- Pertusaria geminipara (Th. Fr.) C. Knight ex Brodo
- Pertusaria glaucomela
- Pertusaria globularis
- Pertusaria glomerata (Ach.) Schaer.
- Pertusaria hakkodensis
- Pertusaria hultenii Erichsen
- Pertusaria hymenea (Ach.) Schaer.
- Pertusaria hypothamnolica Dibben
- Pertusaria lecanina
- Pertusaria leucostoma A. Massal.
- Pertusaria macounii (I.M. Lamb) Dibben
- Pertusaria multipunctoides Dibben
- Pertusaria neoscotica
- Pertusaria octomela (Norman) Erichsen
- Pertusaria oculata (Dicks.) Th. Fr.
- Pertusaria ophthalmiza (Nyl.) Nyl.
- Pertusaria ostiolata Dibben
- Pertusaria panyrga (Ach.) A. Massal.
- Pertusaria papillata
- Pertusaria paratuberculifera Dibben
- Pertusaria plittiana
- Pertusaria propingua
- Pertusaria pruinifera
- Pertusaria pseudocorallina (Lilj.) Arnold
- Pertusaria pustulata
- Pertusaria rhexostoma
- Pertusaria rubefacta
- Pertusaria santamonicae Dibben
- Pertusaria saximontana
- Pertusaria shenandoensis Hale & Dibben
- Pertusaria sinusmexicani Dibben
- Pertusaria sommerfeltii
- Pertusaria stenhammari
- Pertusaria subambigens Dibben
- Pertusaria subamplicata
- Pertusaria subdactylina
- Pertusaria subobducens
- Pertusaria suboculata Brodo & Dibben
- Pertusaria subpertusa
- Pertusaria sulcata Dibben
- Pertusaria tetrathalamia
- Pertusaria texana Müll. Arg.
- Pertusaria trachythallina Erichsen
- Pertusaria trochisea Norman
- Pertusaria valliculata Dibben
- Pertusaria velata
- Pertusaria waghornei
- Pertusaria wulfenioides
- Pertusaria xanthodes
- Pertusaria xanthostoma (Sommerf.) Fr.
- Pertusaria zeorina

Selon NCBI (14 novembre 2018) :
- Pertusaria albescens
- Pertusaria alpina
- Pertusaria alpinoides Oshio, 1968
- Pertusaria andersoniae Lendemer, 2009
- Pertusaria aspergilla
- Pertusaria astomoides Nyl., 1890
- Pertusaria australis Vain., 1888
- Pertusaria californica Dibben 1980
- Pertusaria carneopallida (Nyl.) Anzi ex Nyl. 1868
- Pertusaria cineraria
- Pertusaria coccodes
- Pertusaria corallina
- Pertusaria corallophora
- Pertusaria coronata
- Pertusaria dactylina
- Pertusaria dehiscens Muell.Arg.
- Pertusaria erubescens
- Pertusaria erythrella
- Pertusaria excludens
- Pertusaria flavicans Lamy
- Pertusaria flavicunda
- Pertusaria flavida
- Pertusaria gibberosa
- Pertusaria graphica
- Pertusaria hemisphaerica
- Pertusaria hermaka A.W.Archer
- Pertusaria hymenea
- Pertusaria kalelae
- Pertusaria lactea
- Pertusaria lactescens
- Pertusaria laeviganda Nyl.
- Pertusaria lecanina
- Pertusaria leiocarpella Muell. Arg., 1895
- Pertusaria leioplaca
- Pertusaria mammosa
- Pertusaria mesotropa
- Pertusaria multipuncta (Turner) Nyl., 1861
- Pertusaria obruta R.C. Harris, 1990
- Pertusaria obsolescens Nyl., 1890
- Pertusaria oculata
- Pertusaria ostiolata Dibben, 1980
- Pertusaria panyrga (Ach.) A.Massal.
- Pertusaria paramerae A.Crespo & Vezda
- Pertusaria pentelici
- Pertusaria pertusa
- Pertusaria plittiana Erichsen
- Pertusaria propinqua Mull. Arg., 1884
- Pertusaria pupillaris
- Pertusaria pustulata (Ach.) Duby
- Pertusaria quartans Nyl.
- Pertusaria rhodiensis
- Pertusaria rubefacta Erichsen, 1934
- Pertusaria rupicola
- Pertusaria saximontana
- Pertusaria signyae
- Pertusaria subfallens
- Pertusaria submultipuncta Nyl., 1890
- Pertusaria subobductans Nyl.
- Pertusaria subpertusa Brodo, 1968
- Pertusaria subvelata G. Merr., 1908
- Pertusaria subverrucosa
- Pertusaria tejocotensis
- Pertusaria tetrathalamia
- Pertusaria thiospoda C. Knight, 1882
- Pertusaria thwaitesii Muell. Arg., 1884
- Pertusaria trachythallina
- Pertusaria truncata Lepra truncata
- Pertusaria variolosa (Kremp.) Vain.
- Pertusaria werneriana Boqueras, 2003
- Pertusaria xanthodes Mull. Arg., 1884
- Pertusaria xanthoplaca